# COMSATBw 1
O COMSATBw 1 é um satélite de comunicação geoestacionário militar alemão construído pelas empresas EADS Astrium e Alcatel Space, ele está localizado na posição orbital de 63 graus de longitude leste e é operado pela MilSat Services GmbH para a Bundeswehr. O satélite foi baseado na plataforma Spacebus-3000B2 e sua expectativa de vida útil é de 15 anos.

## Lançamento
O satélite foi lançado com sucesso ao espaço no dia 01 de outubro de 2009 às 21:59 UTC, por meio de um veículo Ariane-5ECA a partir do Centro Espacial de Kourou, na Guiana Francesa, juntamente com o satélite Amazonas 2. Ele tinha uma massa de lançamento de 2 440 kg.